# 沙丘 (小说)
《沙丘》（英語：Dune，舊譯《沙丘魔堡》），是美國作家弗兰克·赫伯特所著的一部科幻小说，是「沙丘系列」六部小说中的第一部。本書最初於1963年至1965年間分成兩個部分在雜誌《模拟科幻小说与事实》上連載，後於1965年出版成書。本書榮獲雨果獎最佳長篇小說獎和星雲獎最佳長篇小說獎，內容已被多次改編成各種媒體，包含三部電影（1984年）、（2021年）和《沙丘：第二部》（2024年）及許多遊戲和一部迷你劇《沙丘魔堡：世紀之戰》。

## 劇情大綱
《沙丘》的背景設定在遙遠的未來，人類散佈在各個星球上，並由一個帝國統治。亞崔迪家族是帝國中頗具聲望的貴族，受帕迪沙皇帝沙德姆四世之命，接管原本由世仇哈肯能家族管理的沙丘星球厄拉科斯，於是離開母星海洋星球卡樂丹，進駐滴水皆珍貴的厄拉科斯。厄拉科斯雖然環境險惡，卻是宇航公會重要物資「香料」（又稱美藍極）的唯一產地，具有無可估量的價值。此舉使兩大家族的關係更加緊張。
雷托·亞崔迪公爵與身為貝尼·潔瑟睿德女修會一員的情婦潔西嘉女士育有一子保羅，身為公爵繼承人的保羅天賦異稟並訓練有素，被皇帝身旁的聖母凱亞斯·海倫·莫哈亞認為可能是預言中的人物「奎薩茲·哈德拉赫」，也就是姐妹會的萬年基因配種計畫的目標，一個可以抵達聖母所不能至之處的男人。姐妹會當初要求潔西嘉生女兒，並讓女兒和弗拉迪米爾·哈肯能男爵的姪子菲得-羅薩繁衍後代，兩人的子嗣才是姐妹會原本要的人。保羅經常夢見有關厄拉科斯和當地原住民弗瑞曼人的景象，見識到弗瑞曼人的善戰和神奇生物沙蟲的破壞力後，認定這些都是值得利用的力量。亞崔迪陣營抵達厄拉科斯後，面臨外交上的爾虞我詐，香料採集產業也需要時間重上軌道。在一次視察香料採集設備時，保羅感覺自己受到沙漠中無所不在的香料所影響。
就在亞崔迪陣營還沒在厄拉科斯完全安頓時，哈肯能男爵安排的間諜尤因破壞了防禦設施，使哈肯能和皇帝御用軍薩督卡大舉進攻，亞崔迪抵禦不及，兵敗如山倒。尤因是為了救愛妻才不得已投靠哈肯能，因此他最後留給雷托一顆裝有毒的假牙，並保證保羅和潔西嘉會被救出。雷托被抓到哈肯能男爵的面前，試圖用毒同歸於盡，但只殺死了男爵的晶算師彼特。雷托的晶算師瑟非·郝沃茲和將軍葛尼·哈萊克誤以為叛徒是潔西嘉，因而悲憤不已。瑟非向剛失去晶算師的男爵效力，葛尼則銷聲匿跡。
哈肯能的手下將保羅和潔西嘉丟到沙漠，男爵認定兩人不可能活命，而放心讓野獸拉班統治厄拉科斯，預計之後讓心愛的姪子菲得-羅薩接手。保羅和潔西嘉在沙漠中得到亞崔迪最強劍客鄧肯·艾德侯的護駕，來到厄拉科斯首席生態學家列特·凱恩斯在沙漠中的研究所。然而追兵到來，鄧肯和列特都因斷後而死，保羅和潔西嘉盡力逃脫。保羅的預知能力在沙漠中受到香料的強烈刺激，他預見自己將點燃一場血洗宇宙的聖戰，而宗教狂熱的弗瑞曼人將打著他的名號作戰，因此下定主意全力阻止戰爭。兩人後來被弗瑞曼人部落捕獲，憑藉證明實力而被首領史帝加接納。保羅給自己取了「摩阿迪巴」之名，並與預言夢出現過的弗瑞曼女子荃妮相戀。因為貝尼·潔瑟睿德女修會的預先傳教和佈置，許多弗瑞曼人深信保羅就是預言中的天外之音，傳說中的救世主。
保羅得知了沙蟲與香料的關係，並見識到弗瑞曼人的星球綠化大業，證實了先前從列特那裡得來的聽聞。他將受過的訓練和戰術教給弗瑞曼人，讓他們接連戰勝哈肯能軍隊。保羅的威信大幅提高，「先知摩阿迪巴」威名遠播，在成功駕馭沙蟲後更被拱為領袖。然而為了使弗瑞曼人信服，潔西嘉不得不接受聖水試煉，攝取了足以致命的大劑量香料。最後潔西嘉成功覺醒，成為穴地的新聖母，但腹中女兒厄莉婭也因此一出生就繼承聖母的智慧和記憶。保羅後來也擅自接受聖水試煉，並成功活下來，證明自己符合奎薩茲·哈德拉赫的相關預言。後來保羅在一次巡邏行動中與葛尼重逢，葛尼對潔西嘉的誤會險些引發危險，但最終平息。
男爵未查厄拉科斯上弗瑞曼人的崛起，但宇航公會預見保羅擁有了摧毀香料的能力，於是巨大的宇宙船艦連同皇帝抵達厄拉科斯。保羅的敵人派出一組人馬突襲後方，殺死了保羅的長子，並俘虜厄莉婭。保羅和弗瑞曼人對大軍發動奇襲，用原子武器炸開山頭，眾人騎著沙蟲進攻，消滅皇帝的大半軍隊。男爵在皇帝本營被厄莉婭殺死，皇帝被迫談判，瑟非親眼見到少主還活著，含笑而終。在大戰告捷之時，保羅有了自覺，弗瑞曼人已經太過崇拜他，聖戰的發生已幾乎不可避免。菲得-羅薩向保羅提出單挑，因為基因的關係，兩人都有可能是奎薩茲·哈德拉赫。最終保羅贏下了決鬥，得娶皇帝的女兒伊若琅公主，威脅皇帝的王位。皇帝命令育種計畫的失敗品芬倫伯爵殺死保羅，但芬倫感受到保羅對他的同情，因此沒有動手。最終保羅迎娶公主已成定局，但他向荃妮保證，公主名份上是他的妻子，實質上的伴侶還會是荃妮。

## 外部連結
- 列在網路推理小說資料庫中的《沙丘 (小说)》